# Alessandra Negrini
Alessandra Vidal de Negreiros Negrini (São Paulo, 29 de agosto de 1970) es una actriz brasileña.
La hija del ingeniero Luiz Eduardo Osório Negrini, y de la pedagoga Neusa Vidal de Negreiros, Alessandra pasó la infancia y la adolescencia en Santos. A los 18 años se matriculó en un curso de teatro, y en esa época, fue llamada para hacer pruebas en la Rede Globo.
En 2000, interpretó a Isabel Olinto, en la elogiada miniserie A Muralha, un homenaje a los 500 años de Brasil. Por el atractivo sensual del personaje en la miniserie, apareció en la portada de la edición brasileña de la revista Playboy de abril de aquel año.

## Filmografía

### Televisión
| Año  | Título                                   | Personaje                   |
| ---- | ---------------------------------------- | --------------------------- |
| 1993 | Retrato de Mulher                        | Bruna                       |
| 1993 | Olho no Olho                             | Clara                       |
| 1994 | Você Decide                              |                             |
| 1995 | Engraçadinha: Seus Amores e Seus Pecados | Engraçadinha (joven)        |
| 1995 | Cara e Coroa                             | Natália Santoro             |
| 1996 | A Comédia da Vida Privada                |                             |
| 1997 | Anjo Mau                                 | Paula Novaes                |
| 1998 | Mi buen querer                           | Rebeca Maciel               |
| 2000 | A Muralha                                | Isabel Olinto               |
| 2000 | Brava Gente                              | Natália                     |
| 2001 | Os Normais                               | Sílvia                      |
| 2002 | Deseos de mujer                          | Selma Dumont                |
| 2003 | Celebridad                               | Marília Prudente da Costa   |
| 2003 | Sítio do Pica-Pau Amarelo                | Rapunzel                    |
| 2006 | JK                                       | Yedda Ovalle Schidmt        |
| 2007 | Paraíso Tropical                         | Paula Viana / Taís Grimaldi |
| 2010 | S.O.S. Emergência                        | Sílvia                      |
| 2010 | As Cariocas                              | Marta                       |
| 2010 | Tal Filho, Tal Pai                       | Barbara Leão                |
| 2012 | Lado a lado                              | Catarina Ribeiro            |
| 2014 | Boogie Oogie                             | Susana Magallanes Bueno     |
| 2016 | Lúcia McCartney                          | Júlia                       |
| 2017 | Angeli The Killer                        | Mara Tara                   |
| 2018 | Orgulho e Paixão                         | Suzana                      |
| 2018 | Samantha!                                | Liliane                     |
| 2021 | Cidade Invisível                         | Inês / Cuca                 |

### Películas
| Año  | Título                         | Rol               | Notas        |
| ---- | ------------------------------ | ----------------- | ------------ |
| 1997 | Four Days in September         | Lília             |              |
| 2001 | Um Crime Nobre                 | Mônica Andrade    |              |
| 2004 | Sexo, Amor e Traição           | Andréa            |              |
| 2007 | Cleópatra                      | Cleopatra         |              |
| 2008 | Os Desafinados                 | Luíza             |              |
| 2008 | No Retrovisor                  |                   |              |
| 2008 | A Erva do Rato                 | She               |              |
| 2011 | TokyoShow                      | Barbra Scott      | Cortometraje |
| 2011 | O Abismo Prateado              | Violeta           |              |
| 2012 | 2 Coelhos                      | Júlia             |              |
| 2012 | O Gorila                       | Rosalinda         |              |
| 2013 | DreamWaves – Antena dos Sonhos | She               | [ 18 ]       |
| 2016 | Beduino                        | Woman             | [ 19 ]       |
| 2017 | Eu Fico Loko                   | Lilian Figueiredo | [ 20 ]       |
| 2018 | Mulheres Alteradas             | Marinati          |              |

### Teatro
| Año  | Título                         | Rol       |
| ---- | ------------------------------ | --------- |
| 2001 | O Beijo no Asfalto             | Selminha  |
| 2003 | Credores                       | Tekla     |
| 2008 | A Gaivota                      | A Gaivota |
| 2011 | A Senhora de Dubuque           | Jo        |
| 2012 | A Propósito de Senhorita Júlia | Júlia     |
| 2016 | Sonata Fantasma Bandeirante    | Woman     |
| 2017 | A Volta Ao Lar                 | Ruth      |